# Pomnik Wandy w Krakowie
Pomnik Wandy – pomnik znajdujący się w Krakowie, na szczycie kopca Wandy, w dzielnicy XVIII, w Nowej Hucie.
Posąg Wandy, jest dziełem zaprojektowanym przez Jana Matejkę, a wykonanym w 1890 roku.
Pomnik składa się z podstawy wykonanej z granitu, na której znajduje się graniastosłup wykonany z czerwonego marmuru, zwieńczony metalową kulą, na której do 1996 roku znajdował się orzeł ze złożonymi skrzydłami, wykuty z białego marmuru.